# Голубин (Житомирская область)
Голубин (укр. Голубин) — село на Украине, основано в 1899 году, находится в Романовском районе Житомирской области.
Население по переписи 2001 года составляет 141 человек. Почтовый индекс — 13000. Телефонный код — 4146. Занимает площадь 67 км².

## Адрес местного совета
13013, Житомирская область, Романовский р-н, с.Нивна